# 胖胖褲豬
《胖胖褲豬》（日语：パンパカパンツ）是2008年起由日本靜岡放送及DLE所製作的角色歌曲及短篇動畫作品群。2013年，由夢饗年代（DLE-ERA）代理製作中文版，並將中文名稱取為「胖胖褲豬」。

## 概要
被內褲魅力所擄獲的小豬角色「胖胖褲豬」，配合歌曲透過全身的動作及舞蹈，來表達對內褲的喜愛。
最初只在地方性的靜岡電視台播放，在廣受靜岡各家庭喜愛後，逐漸向日本全國邁進並獲得高人氣。有別於DLE其他的角色歌曲，胖胖褲豬非常收到歡迎，不僅作品系列化，還有DVD及相關周邊商品販售。
並獲得DVD銷售量周排行榜的全國第四名（根據TSUTAYA調查）。這在角色人物事業中算是極少見的佳績。
- 2008年7月，由Sunplaza中野君設計的[おでんキュン]中，許多角色人物陸續出現，胖胖褲豬為其中之一。
- 2008年10月1日起開始播放的「胖胖褲豬」歌曲，播出後極受小孩子的喜愛，於2009年4月開始系列化。
- 2012年3月底，開始於岩手、山形、熊本三縣播出。
- 2012年4月4日起，開始於東京電視網的《NORI-STAR MAX（日语：のりスタ!）》節目中播放。
- 2013年1月起，於LINE的貼圖小舖中登場。上架後立即登上排行榜第2名。
- 2013年4月起，中文化歌曲開始於JET綜合台、年代MUCH台、國興衛視、東風衛視台灣台播放。

## 角色介紹
- 名字：胖胖褲豬     (聲優：南條愛乃）
- 生日：10月1日
- 年齡：約5歲
- 出身地：靜岡縣
- 身高：秘密
- 體重：秘密
- 性別：男孩子
- 喜歡的事物：小褲褲、跳舞、刷牙
- 討厭的事物：沒特別討厭的東西
- 個性：無時無刻充滿活力，喜歡惡作劇，但率直天真

## 中文版
1. 胖胖褲豬——合唱團登場：2013年4月首播
2. 胖胖褲豬——刷牙時間：2013年6月首播
3. 胖胖褲豬——上廁所時間：2013年7月首播
4. 胖胖褲豬——在錢湯：2013年8月首播

## 外部連結
- 胖胖褲豬官方網站 （页面存档备份，存于）（日語）
- Flash Animation Song胖胖褲豬 （页面存档备份，存于）（日語）

- 胖胖褲豬台灣官方網頁
- 胖胖褲豬代理中文版youtube頻道 （页面存档备份，存于）
- 台灣總代理商DLE-ERA官方網站
- 台灣總代理商DLE-ERA官方臉書